# Josef Matzneller

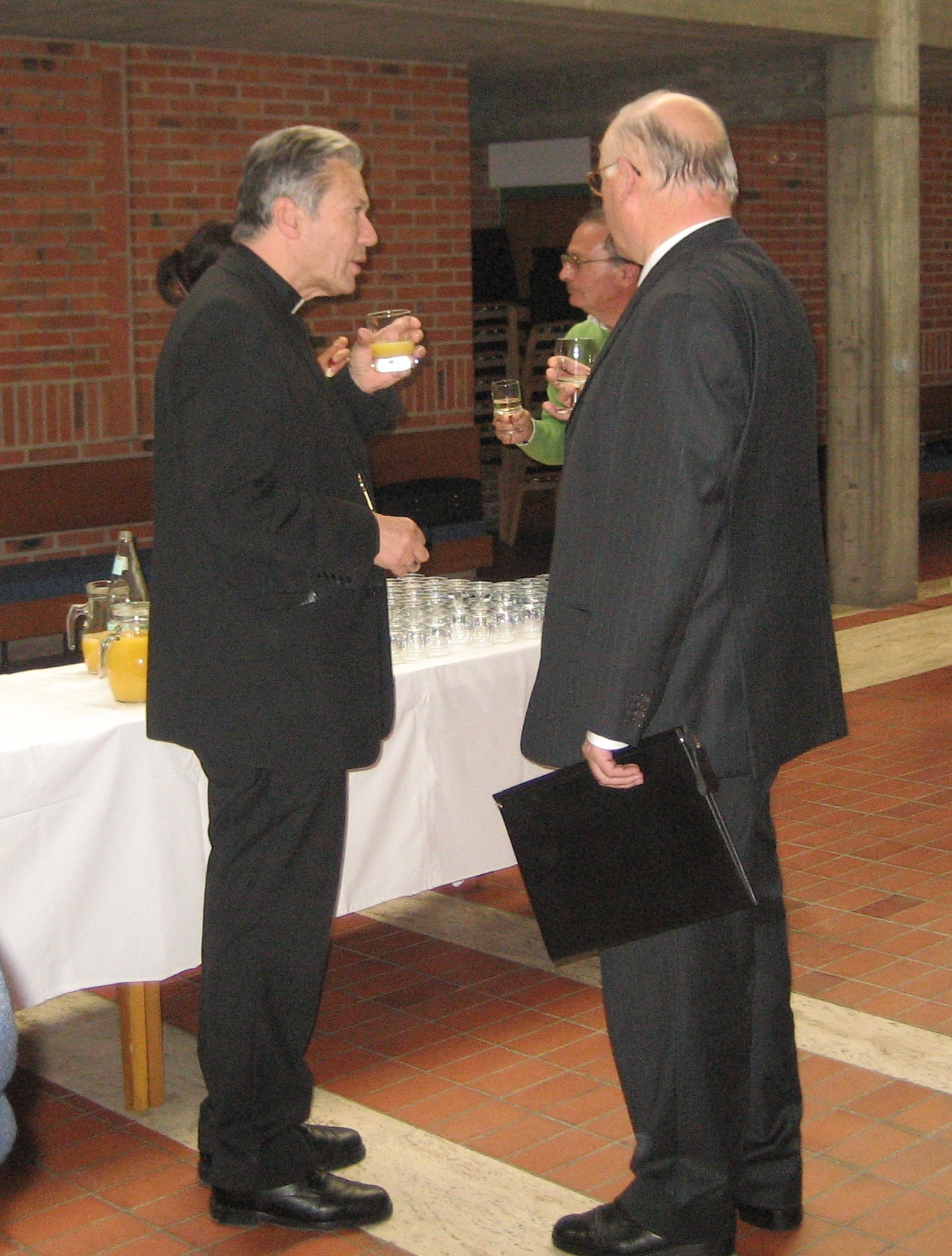
Bischof Karl Golser im Gespräch mit Generalvikar Josef Matzneller am 5. November 2009 in der Cusanusakademie in Brixen

Josef Matzneller (* 19. September 1944 in Aldein; † 20. Juli 2022 in Brixen) war ein Südtiroler römisch-katholischer Priester. Von 1996 bis 2016 war er Generalvikar der Diözese Bozen-Brixen.

## Leben
Nach der Matura am Johanneum in Dorf Tirol studierte Matzneller Theologie und Philosophie an der Päpstlichen Universität Gregoriana in Rom. Nach seiner Priesterweihe am 10. Oktober 1970 durch Johannes Willebrands in Rom feierte er seine Primiz am 20. Dezember 1970 in der Pfarrkirche seines Heimatortes. Von 1992 bis 1996 war Matzneller in Nachfolge von Josef Hohenegger Geistlicher Assistent der Pfarrhaushälterinnen. Joseph Gargitter ernannte ihn zu seinem Privatsekretär. Von 1989 bis 1996 war Matzneller Kanzler am Bischöflichen Ordinariat. Wilhelm Egger ernannte ihn 1996 zum Generalvikar der Diözese Bozen-Brixen. Am 17. August 2008 wurde er nach dem Tod von Bischof Egger vom Konsultorenkollegium zum Diözesanadministrator des Bistums gewählt. Der neue Bischof Karl Golser bestätigte ihn im Amt des Generalvikars. Am 27. Juli 2011, nach Golsers Rücktritt, wurde er erneut zum Diözesanadministrator gewählt. Der neue Bischof Ivo Muser bestätigte ihn wieder im Amt des Generalvikars. Matzneller war mehrere Jahre Dozent für Patrologie an der Philosophisch-Theologischen Hochschule Brixen. Matzneller war als Dompropst auch Vorsitzender des Domkapitels am Brixner Dom.
Eine 2025 veröffentlichte Untersuchung des sexuellen Missbrauchs befand, dass Matzneller im Verantwortungszeitraum 1996–2016 seines Generalvikariats bzw. der zwischenzeitlichen Diözesanadministration „in acht Missbrauchs(verdachts)fällen (…) fehlerhaftes und/oder zumindest bei der Sachbehandlung unangemessenes Handeln vorzuwerfen ist.“
Matzneller starb im Alter von 77 Jahren an den Folgen einer COVID-19-Erkrankung.

## Auszeichnungen
- 2009 Ehrenzeichen des Landes Tirol